# 박흥주
박흥주(朴興柱, 1939년 11월 15일 ~ 1980년 3월 6일)는 대한민국의 군인 겸 정치인이다.

## 주요 이력
일제 강점기 평안남도 평원에서 출생하였고 지난날 한때 평안남도 평양에서 잠시 유아기를 보낸 적이 있는 그는 1944년 일가족과 함께 일제 강점기 경성부에 이주하여 1945년 조선 광복 이후로도 서울에서 성장하였다. 1962년 육사 18기 육군 소위로 임관한 후 육군 중위 시절 김재규 장군의 전속부관이 되었으며, 이후 중앙정보부로 발령되었다. 1979년 김재규와 함께 10·26 사건을 주도하였으며 당시 현역 군인의 신분이었으므로 다른 피고인들보다 앞서 처형되었다. 그의 사형 집행에 대해서는 재판이 아직 종료되지 않았음에도 불구하고 사건 재판 관련 해당 피고인들 가운데 유일하게 현역 군 장교 신분으로 복무 중 기소 조치 처분자라는 것으로 인하여 단심 집행 처형되었기 때문에 논란이 많았다.

## 행적
원래 군인으로서의 뜻이 있는 사람은 아니었다. 하지만 가정은 박흥주가 대학에 진학할 수 없을만큼 가난했고 이 때문에 등록금이 면제된 대학교인 육군사관학교에 진학했다. 군인으로서 매우 유능해서 40살(1978년)에 이미 대령이었다.

## 생애

### 학력
- 서울고등학교 졸업
- 대한민국 육군사관학교 18기 학사
- 대한민국 육군포병학교 졸업
- 대한민국 육군기갑학교 졸업
- 대한민국 육군보병학교 졸업

### 경력
- 1962년, 소위 임관 (6사단 예하 전포대장 보직 역임)
- 1964년, 중위 진급 (1964년 8월부터 1년간 6사단장 전속부관 보직 수행)
- 1966년 10월 ~ 1968년, 월남전 파병 (9사단 제52포병대대 제3포대 전포대장)[2]
- 1967년, 대위 진급
- 1970년, 소령 진급
- 1973년, 12사단 예하 제65포병대대 대대장 (중령 진급예정자 신분)
- 1974년, 중령 진급
- 1978년 12월, 대령 진급 (1978년 4월부터 중앙정보부장 수행비서 보직 수행)

### 군인 활동
가난한 집안에서 출생하여 서울고등학교를 졸업하고 육군사관학교에 입교하여 18기로 졸업 및 임관했다. 그 후 대한민국 육군포병학교를 졸업한다. 중위 시절 당시 육군 제6보병사단장으로 재직하던 김재규 장군의 전속부관이 되었으며 이 때부터 김재규와 인연을 맺게 된다.
이후 김재규와의 개인적 친분으로 김재규가 중앙정보부장으로 재직할 때 김재규 중앙정보부장의 수행비서관이 되었다. 이때 박흥주는 육군 대령이었다.

### 10.26 사건
김재규 중앙정보부장이 10.26사건 때, 갑작스럽게 박정희 대통령 살해계획을 말하자 박흥주 대령은 경황 중에 가담하게 됐으며 이 때문에 박정희 대통령이 김재규 중앙정보부장에게 피살당하고 난 뒤 신군부에 의해 군법회의에 회부되어 사형을 선고받고, 범행 당시의 신분이 현역 군인인 관계로 1980년 3월 6일을 기하여 10.26 사건의 연루자들 중 가장 일찍 총살형이 집행되었다. 사건에 대한 재판이 아직 진행 중인데도 사형을 집행한 것은 전례가 없는 일이었다.

### 가족 관계
그는 김묘춘(金妙春, 1942 ~ )과 결혼하여 딸 둘과 아들 하나를 두었다.

## 박흥주를 연기한 배우
- 드라마 - 《제4공화국》 (1995년, MBC) : 노영국
- 드라마 - 《코리아게이트》 (1995년, SBS) : 황범식
- 드라마 - 《제5공화국》 (2005년, MBC) : 김진근
- 영화 - 《그때 그사람들》 (2005년) : 김응수
- 영화 - 《남산의 부장들》 (2020년) : 박성근
- 영화 -  《행복의 나라》 (2024년) : 이선균

## 같이 보기
- 10.26 사건
- 김재규
- 박선호
- 박정희
- 전두환
- 차지철